# Поллату, Анна
А́нна Полла́ту (греч. Αννα Πολλάτου; 8 октября 1983 — 17 мая 2014) — греческая гимнастка.

## Биография
Родилась 8 октября 1983 года на острове Кефалиния (Греция). 
Начала заниматься художественной гимнастикой в 1988 г. и достигла большого успеха с национальной сборной, в составе которой под руководством Марины Васильевны Фатеевой выиграла бронзовую медаль в командных женских соревнованиях на Олимпиаде в Сиднее в 2000 г.. В 1999 г. на чемпионате мира по гимнастике в японской Осаке завоевала две золотые медали в групповых соревнованиях по гимнастике с отдельными предметами и серебро в командном многоборье.
Участвовала в эстафете Олимпийского огня 2004 года.
Погибла 17 мая 2014 года в автокатастрофе.